# Comté de Clay (Mississippi)
Pour les articles homonymes, voir Comté de Clay.
Le comté de Clay est situé dans l’État du Mississippi, aux États-Unis. Il comptait 18 636 habitants en 2020. Son siège est West Point.